# Drumright
Drumright és una ciutat dels Estats Units a l'estat d'Oklahoma. Segons el cens del 2000 tenia 2.905 habitants.

## Demografia
Segons el cens del 2000, Drumright tenia 2.905 habitants, 1.209 habitatges, i 790 famílies. La densitat de població era de 159,1 habitants per km².
Dels 1.209 habitatges en un 29,9% hi vivien nens de menys de 18 anys, en un 47,5% hi vivien parelles casades, en un 14,2% dones solteres, i en un 34,6% no eren unitats familiars. En el 31% dels habitatges hi vivien persones soles el 16,5% de les quals corresponia a persones de 65 anys o més que vivien soles. El nombre mitjà de persones vivint en cada habitatge era de 2,34 i el nombre mitjà de persones que vivien en cada família era de 2,92.
Per edats la població es repartia de la següent manera: un 25,5% tenia menys de 18 anys, un 8% entre 18 i 24, un 25,2% entre 25 i 44, un 20,3% de 45 a 60 i un 20,9% 65 anys o més.
L'edat mediana era de 38 anys. Per cada 100 dones de 18 o més anys hi havia 81,2 homes.
La renda mediana per habitatge era de 27.292 $ i la renda mediana per família de 34.761 $. Els homes tenien una renda mediana de 30.069 $ mentre que les dones 20.123 $. La renda per capita de la població era de 14.511 $. Entorn del 13,7% de les famílies i el 17,3% de la població estaven per davall del llindar de pobresa.

## Poblacions més properes
El següent diagrama mostra les poblacions més properes.